# 時果つるところ
『時果つるところ』（ときはつるところ、英語原題：City At World's End）は、エドモンド・ハミルトンによる長編SF小説である。アメリカのSF雑誌「スタートリング・ストーリーズ」1950年7月号に発表され、1951年に書籍となった。
経歴の前半では「キャプテン・フューチャー」シリーズをはじめとするスペース・オペラで名を成したハミルトンが、後期に上梓した数少ない非スペース・オペラ長編の一つ。本作および（同じく後期のシリアス作品である）『虚空の遺産』は、ハミルトンが単なるスペース・オペラ作家に留まらない創作者だと評価される一因となっており、彼の代表作でもある。
日本語訳は南山宏による『時果つるところ』が「SFマガジン」1963年7月号から11月号に分載されたのが初出である。これは後に「世界SF全集」第11巻に収録された（1969年）。なお児童向け抄訳には二つの異版がある。第一が野田宏一郎（野田昌宏）による『百万年後の世界』（1965年）。第二が内田庶の『地球さいごの都市』（1968年）である。
ちなみに作中で主人公が引用する「メルヴィルという船乗りの文章」の出典は、ハーマン・メルヴィル1849年の長編小説『マーディ』（Mardi）第三章。

## 梗概
6月のある朝、冷戦が突如核戦争に移行し、アメリカの小都市ミドルタウン上空で東側の新兵器「超原爆」が爆発する。その未知の副作用によって、町全体が数百万年先の未来にタイム・スリップしてしまう。ミドルタウンの人々が見出したものは、太陽と地熱の衰えにより寒冷化し、ゴーストタウン化した地球であった。青年科学者ケニストン（ケン）は上司ハッブルの右腕となり、市長ギャリスの無能さに苦労しつつも、一般市民の生活を維持すべく奔走する。
そんなある日、無線での救助信号に応えて宇宙船が着陸する。人類はすでに地球を捨てて銀河系中に広がり、人類主導の恒星連盟を作り上げていたのである。行政官たちは「規定の手続き」に従って市民たちを「死んだ惑星」から「適切な惑星」に移住させようとするが、ミドルタウン市民たちは地球を捨てることをよしとしない。はるか昔に母星を捨てた「理性的な現代人」である行政官たちは「原始人」の考えが理解できず、深刻な軋轢が生じる。ケンは、宇宙船に技官として乗って来た非人類種族たち（彼らもこの時代の地球人からは半ば原始人扱いされている）と友誼を深め、彼らの勧めで連盟の本部へ直訴すべく、ヴェガ星系に向かう。
直訴は失敗に終わるが、彼らは不遇の天才科学者アルノルの力を借り、「特殊な核反応により惑星を内部から暖め直」すことで問題を解決しようとする。ただしこの方法は恒星連盟によって「安全性に問題がある」とのレッテルを貼られ、禁止されていた。連盟の追手を振り切り、ケンたちは地球に帰ってミドルタウン市民たちに選択を迫る。わずかなリスクを承知で地球を暖め直し、その既成事実をもって恒星連盟を説得するか、それとも大人しく地球を去るか、と。市民たちは前者を選び、エネルギー爆弾が地球のコアに向かって射出される。
処置は成功し、地球は再び居住可能になる。恒星連盟も彼らを許す。だがケンは、既に地球には自分の居場所がなくなっていることに気付き、再び宇宙へ旅立つことを決意する。

## 主要参考資料
- 伊藤典夫責任編集『世界のSF文学・総解説』自由国民社、1984年
- 『世界SF全集 11』早川書房、1969年